# Republikken Udmurtien
Republikken Udmurtien (russisk: Удму́ртская Респу́блика, tr. Udmúrtskaja Respúblika; udmurtisk: Удмурт Республика, tr. Udmurt Respublika) er en af 21 autonome republikker i Den Russiske Føderation beliggende ved Uralbjergene 1.325 km øst for Moskva. Republikken har 1.493.356 (2021) indbyggere og et areal på 42.061 km². Hovedstaden i Udmurtien er Isjevsk med 616.297 (2025) indbyggere. Andre større byer i republikken er Sarapul med 88.388 (2025) og Votkinsk, der har 95.137 (2025) indbyggere.

## Historie
Under sovjettiden var Udmurtien en vigtig del af det militær-industrielle kompleks og lukket for udlændinge. Disse restriktioner er nu fjernet.

## Geografi
Republikken er beliggende i den østlige del af den Østeuropæiske Slette mellem floderne Kama og Vjatka.
Udmurtien grænser mod sydvest, vest, nordvest og nord til Kirov oblast, mod nordøst og øst grænser republikken op til Perm kraj, mod sydøst har republikken grænse til Republikken Basjkortostan og mod syd og sydvest grænser Republikken Udmurtien op til Republikken Tatarstan. Mod øst har republikken strand til Votkinskreservoiret.

### Naturressourcer
Republikkens naturressourcer omfatter bl.a. olie, tørv og mineralvand. Oliereserverne er anslået til at være 820 mio tons. Ca. 7- til 8.000.000 tons udvindes årligt.
Skove dækker over 40% af republikkens areal. De fleste af skovene er nåletræer.

### Klima
Republikken har et moderat fastlandsklima (Køppen: Dfb), med varme somre og kolde vintre med masser af sne. Gennemsnitstemperaturen i januar er −14.5 °C, i juli er gennemsnitstemperaturen 18.3 °C.

## Demografi
De største befolkningsgrupper i Republikken Udmurtien er russere, der udgjorde 60 %, og udmurtere, der udgjorde 27 %, ved folketællingen i 2010.
| Demografisk sammensætning af Republikken Udmurtien. | Demografisk sammensætning af Republikken Udmurtien. | Demografisk sammensætning af Republikken Udmurtien. | Demografisk sammensætning af Republikken Udmurtien. | Demografisk sammensætning af Republikken Udmurtien. | Demografisk sammensætning af Republikken Udmurtien. | Demografisk sammensætning af Republikken Udmurtien. | Demografisk sammensætning af Republikken Udmurtien. | Demografisk sammensætning af Republikken Udmurtien. | Demografisk sammensætning af Republikken Udmurtien. | Demografisk sammensætning af Republikken Udmurtien. | Demografisk sammensætning af Republikken Udmurtien. | Demografisk sammensætning af Republikken Udmurtien. | Demografisk sammensætning af Republikken Udmurtien. | Demografisk sammensætning af Republikken Udmurtien. | Demografisk sammensætning af Republikken Udmurtien. | Demografisk sammensætning af Republikken Udmurtien. |
| Befolkningsgruppe | FT 1926                                             | FT 1926                                             | FT 1939                                             | FT 1939                                             | FT 1959                                             | FT 1959                                             | FT 1970                                             | FT 1970                                             | FT 1979                                             | FT 1979                                             | FT 1989                                             | FT 1989                                             | FT 2002                                             | FT 2002                                             | FT 2010 1                                           | FT 2010 1                                           |
| Befolkningsgruppe | Antal                                               | %                                                   | Antal                                               | %                                                   | Antal                                               | %                                                   | Antal                                               | %                                                   | Antal                                               | %                                                   | Antal                                               | %                                                   | Antal                                               | %                                                   | Antal                                               | %                                                   |
| --- | --------------------------------------------------- | --------------------------------------------------- | --------------------------------------------------- | --------------------------------------------------- | --------------------------------------------------- | --------------------------------------------------- | --------------------------------------------------- | --------------------------------------------------- | --------------------------------------------------- | --------------------------------------------------- | --------------------------------------------------- | --------------------------------------------------- | --------------------------------------------------- | --------------------------------------------------- | --------------------------------------------------- | --------------------------------------------------- |
| Udmurtere | 395,607                                             | 52,3 %                                              | 480.014                                             | 39,4 %                                              | 475.913                                             | 35,6 %                                              | 484.168                                             | 34,2 %                                              | 479.702                                             | 32,1 %                                              | 496.522                                             | 30,9 %                                              | 460.584                                             | 29,3 %                                              | 410.584                                             | 27,0 %                                              |
| Bessermanere | 9.200                                               | 1,2 %                                               | 480.014                                             | 39,4 %                                              | 475.913                                             | 35,6 %                                              | 484.168                                             | 34,2 %                                              | 479.702                                             | 32,1 %                                              | 496.522                                             | 30,9 %                                              | 2.998                                               | 0,2 %                                               | 2.111                                               | 0,1 %                                               |
| Russere | 327.493                                             | 43,3 %                                              | 679.294                                             | 55,7 %                                              | 758.770                                             | 56,8 %                                              | 809.563                                             | 57,1 %                                              | 870.270                                             | 58,3 %                                              | 945.216                                             | 58,9 %                                              | 944.108                                             | 60,1 %                                              | 912.539                                             | 60,0 %                                              |
| Tatarere 2 | 19.248                                              | 2,5 %                                               | 40.561                                              | 3,3 %                                               | 71.930                                              | 5,4 %                                               | 87.150                                              | 6,1 %                                               | 99.139                                              | 6,6 %                                               | 110.490                                             | 6,9 %                                               | 109.218                                             | 7,0 %                                               | 98.831                                              | 6,5 %                                               |
| Ukrainere | 143                                                 | 0,0 %                                               | 5.760                                               | 0,5 %                                               | 7.521                                               | 0,6 %                                               | 10.267                                              | 0,7 %                                               | 11.149                                              | 0,7 %                                               | 14.167                                              | 0,9 %                                               | 11.527                                              | 0,7 %                                               | 8.332                                               | 0,5 %                                               |
| Mari | 2.827                                               | 0,4 %                                               | 5.997                                               | 0,5 %                                               | 6.449                                               | 0,5 %                                               | 7.842                                               | 0,6 %                                               | 8.752                                               | 0,6 %                                               | 9.543                                               | 0,6 %                                               | 8.985                                               | 0,6 %                                               | 8.067                                               | 0,5 %                                               |
| Basjkirere | 5                                                   | 0,0 %                                               | 362                                                 | 0,0 %                                               | 1.150                                               | 0,1 %                                               | 2.005                                               | 0,1 %                                               | 3.608                                               | 0,2 %                                               | 5.217                                               | 0,3 %                                               | 4.320                                               | 0,3 %                                               | 3.454                                               | 0,2 %                                               |
| Tyskere | 67                                                  | 0,01 %                                              | 229                                                 | 0,02 %                                              | 4.776                                               | 0,36 %                                              | 2.671                                               | 0,19 %                                              | 2.628                                               | 0,18 %                                              | 2.588                                               | 0,16 %                                              | 1.735                                               | 0,11 %                                              | 1.238                                               | 0,08 %                                              |
| Andre | 1.674                                               | 0,2 %                                               | 7.133                                               | 0,6 %                                               | 10.418                                              | 0,8 %                                               | 14.009                                              | 1,0 %                                               | 16.924                                              | 1,1 %                                               | 21.920                                              | 1,4 %                                               | 26.841                                              | 1,7 %                                               | 76.264                                              | 5,0 %                                               |
| Indbyggere | 756.264                                             | 100 %                                               | 1.219.350                                           | 100 %                                               | 1.336.927                                           | 100 %                                               | 1.417.675                                           | 100 %                                               | 1.492.172                                           | 100 %                                               | 1.605.663                                           | 100 %                                               | 1.570.316                                           | 100 %                                               | 1.521.420                                           | 100 %                                               |
| 1 54.797 personer kunne ikke henføres til nogen bestemt befolkningsgruppe. Disse personer formodes at have fordelt sig forholdsmæssigt på de registrerede befolkninger. 2 indbefattet Keräschen (kristlige tatarer) (1926 2.113 og 2002 650 personer) |                                                     |                                                     |                                                     |                                                     |                                                     |                                                     |                                                     |                                                     |                                                     |                                                     |                                                     |                                                     |                                                     |                                                     |                                                     |                                                     |